# Greven från gränden
Greven från gränden är en svensk komedifilm från 1949 i regi av Lars-Eric Kjellgren. I huvudrollerna ses Nils Poppe och Annalisa Ericson. Filmen är baserad på den engelska musikalen Me and My Girl av Douglas Furber, L Arthur Rose och Noel Gay. Nils Poppe hade stor framgång med detta stycke även på teaterscenen, då hette den Lorden från gränden.

## Om filmen
Filmen premiärvisades på biograf Spegeln i Stockholm den 7 juni 1949. Den spelades in i Filmstaden i Råsunda och har visats vid ett flertal tillfällen i SVT, bland annat 1981, 1993, 2001 och i januari 2024.

## Rollista i urval
- Nils Poppe – Tiburtius "Tibbe" Pettersson, kanonfotograf
- Annalisa Ericson – Maja Sjöblom, servitris på ölkafé
- Julia Cæsar – grevinnan Katarina af Silfverbåge på Bågeholm, Tibbes faster
- Dagmar Ebbesen – fru Emma Carlsson, ägare till ölkaféet
- Mimi Nelson – Isabella (Costantia) Båge, Tibbes kusin
- Anna Norrie – grevinnan af Silfverbåge
- Sigge Fürst – Ludvig "Ludde" Åkerberg, affärsman
- Gösta Cederlund – greve John af Silfverbåge, Katarinas bror
- John Botvid – Blom, antikvitetshandlare
- Carl Hagman – greve Hugo af Silfverbåge, Katarinas bror
- Jan Molander – greve Harry af Silfverbåge, Tibbes kusin
- Sven Bergvall – onkel Baltzar, kusin till Katarina, John och Hugo
- Erik Rosén – advokat Flamlund/begravningsentreprenör Knassberg
- Alf Östlund – Fingal, hovmästare på Bågeholm
- Rune Ottoson – Johan, betjänt på Bågeholm
- Arne Lindblad – borgmästare
- Tor Borong – chaufför i polisbil
- Sylva Åkesson – "böna" på kaféet

## Musik i filmen
- La fille du régiment. Uvertyr (Regementets dotter. Uvertyr), kompositör Gaetano Donizetti, instrumental.
- Fotografvisa, kompositör Albert Harris, text Gardar, sång Nils Poppe och en okänd bassångare.
- Storm och böljor tystna ren, kompositör och text Carl Michael Bellman, sång Nils Poppe.
- Helan går, instrumental.
- Der Freischütz. Walz (Friskytten. Vals), kompositör Carl Maria von Weber, instrumental.
- Bells at Evening, kompositör Alan Williams, instrumental.
- Me and My Gal. Ur Me and My Gal (Jag och min flicka) ur Lorden från gränden, kompositör Noel Gay, engelsk text Douglas Furber svensk text Gardar, sång Nils Poppe och Sigge Fürst.
- Hur länge skall i Norden, kompositör Gunnar Wennerberg, instrumental.
- Kungliga Södermanlands regementes marsch, kompositör Carl Axel Lundvall, instrumental.
- Theresia, kompositör Knut Nordin, instrumental.
- The Lambeth Walk (Lambeth Walk/Här ska dansas Lambeth Walk), kompositör och text Noel Gay och Douglas Furber, svensk text 1938 Kar de Mumma svensk text 1939 Gardar, sång Nils Poppe och Annalisa Ericson.
- Glöm ej bort, kompositör Albert Harris text Gardar och Fritz Gustaf, sång Annalisa Ericson.
- Ein Sommernachtstraum. Hochzeitmarsch (En midsommarnattsdröm. Bröllopsmarsch), kompositör Felix Mendelssohn-Bartholdy, instrumental.

## DVD
Filmen finns utgiven på DVD.